# Коваленко, Евгения Сергеевна
Евге́ния Серге́евна Ковале́нко (7 апреля 1980, Москва — 13 октября 2000) 
Родилась 7 апреля 1980 года в Москве.
В 1996 году окончила с золотой медалью школу № 1269. Выпускница МГУ (факультет журналистики). Работала корреспондентом программы «События» на каналах «Столица» и ТВ Центр (Москва). Подготовила около тысячи репортажей. Рисовала, писала пьесы. 13 октября 2000 года погибла в автокатастрофе. Похоронена в г. Таррагона, под Барселоной, Испания.
Проходят многочисленные выставки картин в России и за рубежом. Большинство картин находится в Московском музее современного искусства (Петровка, 25). Пьеса Евгении Коваленко «История болезни любви» представлена на театральной сцене (реж. Р.Сотириади). Спектакль — дипломант 3-го Международного фестиваля «Театр детства и юности − 21 век» в Воронеже (октябрь 2003). Изданы книги-альбомы, посвященные творчеству, книга «Евгения Коваленко. Вечные 20 лет» внесена в каталог Библиотеки Конгресса США.
В 2006 музей Евгении Коваленко в школе № 1269 получил сертификацию музея общеобразовательного учреждения правительства Москвы и министерства образования.